# Cementerio Nacional de Santa Fe
El Cementerio nacional de Santa Fe (en inglés: Santa Fe National Cemetery) es un cementerio nacional de Estados Unidos en la ciudad de Santa Fe, en el condado de Santa Fe, en Nuevo México. Abarca 78,6 acres (31.8 ha), y según datos de finales de 2005, había 39.695 sepulturas en el lugar. Es uno de los dos cementerios nacionales en Nuevo México (el otro es el cementerio nacional de Fuerte Bayard).
Aunque Nuevo México sólo jugó un pequeño papel en la guerra civil estadounidense, el cementerio fue creado después de la guerra para los soldados de la Unión, entre quienes murieron luchando allí, sobre todo en la Batalla del paso Glorieta. La Arquidiócesis de Santa Fe donó el terreno al gobierno federal en 1870. En 1876 su estatus cambió a un cementerio "post", pero en 1885 se convirtió en un cementerio nacional, una vez más.